# Cançó de Rotllan
La Cançó de Rotllan o Rotllà (en francès, Chanson de Roland) és una cançó de gesta del segle xi que narra la batalla de Roncesvalls i té com a protagonista Rotllan, un cavaller a les ordres de l'emperador Carlemany. Se n'han trobat manuscrits medievals en llengua d'Oïl i en occità. En occità se'n conserven manuscrits de textos parcials, com per exemple Rotland a Saragossa i Ronçasvals, i se'n conserven testimoniatges en altres documents medievals, tot i això el manuscrit complet està parcialment desaparegut.

## Datació i polèmica
La versió en llengua d'Oïl, és a dir, en francès medieval, que ha arribat als nostres dies és del segle xi però, en realitat, aquesta gesta es remunta a fets ocorreguts 300 anys enrere, el segle viii. Aquesta és la qüestió que ha mantingut més ocupats els romanistes i que tantes discussions i teories ha aixecat en els cercles especialitzats. Antropòlegs, historiadors i filòlegs es pregunten què hauria passat entre la data dels fets (el 15 d'agost del 778, batalla de Roncesvalls) i la de l'escriptura? L'estudi paleològic del manuscrit d'Oxford, el més important a l'hora de reconstruir la cançó, indica que aquesta se situaria pels volts de 1130-1150. Quin és, doncs, l'objectiu de la cançó, què representa, per què va tenir tanta repercussió, qui n'és l'autor...? Per aclarir algunes d'aquestes qüestions (malauradament, gran part del contingut de les cançons de gesta està encara per aclarir), cal consultar les investigacions socioantropològiques de Gaston Paris (teoria tradicionalista, o "de les cantilenes"), Joseph Bédier (teoria individualista), Frappier i Bezzola (teoria de l'anacronisme conscient), Erich Köhler (teoria sociològica), Georges Duby (estudi de les actituds mentals i de les genealogies), Grisward i Dumézil (historiadors antropòlegs) i Paquette (estudi de l'èpica en general, no només francesa).

## Argument
En set anys, Carlemany ha conquerit el nord de la península Ibèrica als sarraïns tret de la ciutat de Saragossa, que es troba encara sota el domini del rei Marsil. Aquest, aconsellat per l'ancià Blancadrí i amb l'ajut del traïdor Ganeló, que Carlemany havia enviat a negociar amb els sarraïns, posa en marxa un pla per tal que l'emperador francès se'n torni a França: li ofereix riqueses, dones i els fills dels principals sarraïns com a ostatges i li promet que aviat el seguirà a Aix, on rebrà la llei cristiana. Es tracta, en realitat, d'una emboscada: Ganeló odia el seu fillastre, Rotllan, i pretén que aquest perdi la vida quan els sarraïns aprofitin la situació muntanyosa dels Pirineus per atacar la rereguarda de l'exèrcit de Carlemany. Efectivament, quan el gros de l'exèrcit franc es troba a punt d'arribar a la Gascunya, la rereguarda, formada per 20.000 homes i encapçalada per Rotllan, és atacada per un exèrcit de sarraïns que els supera a bastament en nombre i tots els soldats cristians acaben perdent-hi la vida. La batalla, però, és ferotge i els cristians provoquen baixes considerables a l'exèrcit enemic. Carlemany, que s'assabenta de la traïció de Ganeló i de la mort dels seus pars, persegueix i venç, amb l'ajut de Déu, les restes de l'exèrcit sarraí. Ja a Aix, Ganeló és jutjat, considerat culpable i esquarterat.

## La veritat històrica i la ficció
El regnat de Carlemany està ben documentat en els annals carolingis, en genealogies, diversos textos i cròniques àrabs, i en vitae: la Vita Karoli (circa 830) d'Eginard (Egihnardo) i la Vita Hludovici Imperatoris (circa 840). Combinant les diverses fonts d'informació s'ha pogut reconstruir l'episodi que reflecteix la Cançó de Rotllan.
L'any 756, l'emir Abd al-Rahman de Còrdova es proclama independent dels califes de Damasc, la qual cosa donà origen a una sèrie de conflictes interns entre els defensors de l'antiga i de la nova senyoria. Un dels que s'oposen a la sobirania de Còrdova és el Suleiman Ibn al-Arabi, que demana auxili a Carlemany a canvi de lliurar-li algunes ciutats espanyoles. Això interessa a l'emperador franc, que desitjava veure la seva marca estendre's cap al sud. Carlemany arriba a Espanya l'any 778 amb la intenció de trobar-se amb el Suleiman a Saragossa, però s'adona que aquest ha canviat de bàndol. Carlemany posa setge en aquesta ciutat durant dos mesos. Aleshores se'n torna cap a França amb la intenció de resoldre problemes a les fronteres a l'est de l'imperi. En passar pels Pirineus, el dia 15 d'agost del 778, el seu exèrcit va ser atacat i vençut pels wascones. A causa de l'ortografia de l'època, no se sap si aquests wascones fan referència a bascos o gascons, si bé sembla que antigament els pobles vascos s'estenien per Gascunya i, per tant, podrien ser els del nord o els del sud dels Pirineus.
La història que ens explica la Cançó de Rotllan és, però, una obra de ficció construïda amb una finalitat estratègica i moralitzadora: a Carlemany se'l volia representar com el model d'home cristià que governaria sobre la terra sota els designis de Déu (tant és així que els dotze pars de cavallers representen el model bíblic dels 12 apòstols). Se'l volia glorificar com a l'emperador que reuniria els regnes d'Orient i d'Occident. En aquest sentit, seria contraproduent admetre una derrota davant d'una tropa reduïda i mal armada de wascones. Així, doncs, es va inventar tota una trama tan al gust de l'època.

## Rotllan i els dotze pars
En el segle xi, els pares curiae eren els vassalls que auxiliaven el senyor en les causes judicials. Abans, però, a l'època carolíngia, existien els primi palatii (o primi in curia), que consistien en els principals vassalls al servei del rei, els més importants. L'autor hispànic de la Nota Emilianense (circa 1054-1070) haurà incorregut en l'error de creure que la paraula primi tenia el valor semàntic de 'cosí', 'primo carnal', i va escriure que Carlemany "habuit duodecim neptis" ('tenia dotze nebots'), ja que, si tots eren cosins entre si (primi), haurien de ser tots nebots de Carlemany. D'aquesta forma s'explica l'error llargament difós que Rotllan era nebot de Carlemany. Això sí, és possible que fos el seu fill il·legítim. Aquesta és una teoria amplament considerada pels romanistes i explicaria les tensions entre Rotllan i Ganeló, així com explicaria la preocupació i la preferència de Carlemany per Rotllan. Seguint aquesta teoria, segons la qual Rotllan era fill il·legítim de Carlemany (il·legítim i incestuós, ja que Rotllan seria un fill que Carlemany hauria tingut amb la seva germana), sembla que se'l va deixar a l'atenció d'un dels grans vassalls, Ganeló, perquè se'n cuidés, encobrint, així, l'escàndol, la vergonya pública i les represàlies de l'església. El fet que Rotllan fos un vassall menor i, no obstant això, rebés un tracte preferent de part de Carlemany, és un dels motius de conflicte entre Rotllan i Ganeló. A més a més, segons Köhler, al començament del segle XI els grans vassalls (com Ganeló) tenien un contacte directe amb el rei i una presència freqüent a la cort. Al llarg del segle xi, però, cada vegada s'hi troben més funcionaris de la petita i mitjana noblesa i aquests, a finals del segle xi, són els que van agafant progressivament més importància i protagonisme en l'entorn del rei. Els grans vassalls no accepten veure's allunyats de l'entorn reial i expressen la seva oposició en contra del rei trencant el jurament de fidelitat que li havien fet. Aquí podríem fer una referència a la teoria de l'anacronisme conscient de Frappier i Bezzola, que estableix que hi ha situacions i conflictes que s'expliquen literàriament (a les cançons de gesta) en el marc temporal dels segles viii i ix, però que, en realitat, pertanyen al context historicosocial del segle XII. Per tant, la tensió viscuda per Rotllan i Ganeló, personatges del segle viii, és una plasmació de la realitat del moment d'escriptura. El mateix passa amb la descripció del vestuari i de l'armament, que són més aviat característiques del segle xi que no pas del VII.

## Turoldus
"Ci falt la geste que Turoldus declinet." Aquest vers, l'últim de la cançó i, sens dubte, el més discutit, ens indica el fi de la cançó però no només això: ens esmenta un personatge, Turoldus, que declina aquesta gesta. "Ci falt" significa 'aquí acaba'; 'la geste' podria ser la mateixa Cançó de Rotllan, i també podria ser un text anterior en la qual aquesta cançó estaria inspirada --possiblement la Geste Francor, citada a la cançó--. "Declinet" pot interpretar-se com 'donar a conèixer' però també pot assumir el significat que el verb decliner tenia a la retòrica: transformar una oratio recta en una oratio declinata significava ornamentar artísticament l'oració senzilla a través de les tècniques de paràfrasi i amplificatio. La natura polisèmica d'aquest concepte ens obre un ventall de possibilitats interpretatives:
1. la cançó i el manuscrit poden ser una creació d'aquest Turoldus, el qual hauria aplicat la tècnica de l'amplificatio sobre un text molt més breu;
2. la cançó pot haver estat copiada per Turoldus; en aquest cas existiria un manuscrit previ i també, necessàriament, un autor, ja que Turoldus només en seria el copista que la donaria a conèixer;
3. Turoldus pot haver estat l'autor del text en el qual algú s'haurà basat per produir el manuscrit d'Oxford.

Turoldus és Turold, un nom molt freqüent a Anglaterra i a la Normandia entre els anys 1050 i 1150. El millor candidat a ser aquest Turoldus és el normand Turoldus de Fécamp, que va ser el primer canonge de Bayeux, va participar en la batalla de Hastings (1066) i, un cop establert a Anglaterra, va ser l'abat de Malmesbury i de Peterborough, on, segons un inventari de l'any 1362, hi havia dos manuscrits sobre la batalla del Roncesvalls. Turold de Fécamp va morir l'any 1098. El manuscrit d'Oxford, el més important a l'hora de reconstruir la cançó i el que acaba amb aquest enigmàtic vers, està format per 4002 versos en rima assonant i està escrit en una llengua que té molts trets característics de l'anglonormand. L'estudi paleològic el situa pels volts de 1130-1150. A més, els estudis indiquen que aquest manuscrit no és original, sinó que es tracta d'una còpia feta al sud d'Anglaterra per un copista. La comparació d'aquestes dates ens indica indefectiblement que Turold de Fécamp no pot ser l'autor material del tan famós manuscrit d'O (lletra amb què es coneix el manuscrit d'Oxford, de la mateixa manera que el manuscrit de Venècia se'l coneix com a V4.), però és segurament l'autor d'un text anterior en què algú es va basar per fer aquesta còpia.

## Estil
La Cançó de Rotllan pertany al Cicle del Rei, un cicle de cançons entorn de la figura de Carlemany, i està construïda amb els trets propis de l'èpica, tals com els seus personatges arquetípics i plans, les descripcions detallades del combat i la hipèrbole. No es tracta d'una obra pensada per a ser llegida, sinó per a ser recitada. Aquesta cançó és, de fet, un poema oral, com es pot veure en les interpel·lacions al públic, les fórmules de memorització del joglar (la barba florida de Carlemany, la repetició de l'escena de l'olifant, les invocacions al cavaller...). El ritme narratiu és força ràpid i s'hi destaquen les escenes narrades diverses vegades des del punt de vista de personatges oposats, recurs que demostra una gran modernitat a l'època. Les estrofes, altrament conegudes amb la paraula del francès antic laisses (tirades de versos), estan escrites en rima assonant —característica de l'epopeia, tant en terres franceses com castellanes (Cantar de Mio Cid)— i tenen un nombre de versos irregular. La rima assonant no té en compte les consonants, només la vocal tònica (es diferencia, per això, de la rima consonant). La rima pot ser femenina o masculina, depenent de si el vers acaba amb la síl·laba tònica o si després hi ha alguna altra síl·laba. Per exemple, la paraula espaigne faria rima femenina, mentre que la paraula enemís faria rima masculina.
De les estrofes, encara se'n podria dir moltes coses, com per exemple que acostumen a iniciar-se amb un vers d'entonació, en el qual el joglar invocava el protagonista, cridava l'atenció del públic i iniciava una entonació melòdica determinada, i que, al final de l'estrofa, normalment hi ha un vers de conclusió. Que les estrofes es construeixen per repetició i progressió, que n'hi ha que són paral·leles i d'altres que són similars (laisses similaires), que la construcció de l'estrofa es fa per acumulació d'oracions, una a sota de l'altre (construcció paratàctica) i, algunes, per subordinació (construcció hipotàctica), etc. Les laisses similaires, habitualment estructurades en grups de tres —determinats fets, especialment aquells amb més càrrega dramàtica, es repeteixen i reformulen en successives estrofes amb un canvi d'assonància— són un dels recursos literaris que més controvèrsia han suscitat entre els acadèmics: tot i que la majoria coincideix que responen a un propòsit estètic, alguns assenyalen que pretenen alleujar la tensió de la narració, mentre que d'altres afirmen exactament el contrari. Martí de Riquer, a més, assenyala que aquest recurs és molt útil pels joglars, pel seu potencial mnemotècnic. D'altra banda, segons el lingüista Mario Pei, es coneixen almenys una dotzena de casos de ritme tripartit —entre ells La vie de Saint Léger i La Vie de Saint Alexis—però és en la Cançó de Rotllan on aquest recurs ateny veritablement la seva plenitud.
Un altre dels trets més característics del Rotllan és la inclusió de l’anomenat planctus, el plany o cant elegíac a la mort de l’heroi. Aquesta és narrada, com és el cas d'altres esdeveniments destacats, en una tríada de laisses similaires. És en aquesta cançó de gesta on aquest tipus de lament fúnebre, per bé que molt popular en la literatura trobadoresca, assoleix cotes mai no vistes abans. De fet, s'especula que, així com succeeix amb la Chanson de Guillaume, la Cançó de Rotllan era fonamentalment una composició elegíaca.
La poesia —i, en general, l'estètica— medieval era sovint dotada d'un fort simbolisme teològic i filosòfic—heretat, en bona part, del neoplatonisme, però també del món àrab— en les seves al·lusions a les qualitats cromàtiques, la llum i la bellesa, i aquest és també el cas del Rotllan. Moderada però inequívocament, a la Cançó de Rotllan s'usen determinats adjectius, epítets i fórmules per definir el color, la brillantor o la foscor de diversos elements: l'herba ("l'erbe verte"), la més anomenada, la barba de Carlemagne ("sa blanche barbe"), el marbre, de diferents colors, segons sigui element decoratiu o part d'un sarcòfag ("marbre bloi", "blanc sarcou de marbre"), allò que rellueix —com el mateix marbre, els elms ("luisent cil elme"), les gemmes ("sunt gemmez"), l'alba i l'aurora ("en l'albe, si cum li jurz esclairet"), i l'ombrívol —o bru, depenent de la traducció— i tenebrós ("le val tenebrus, les roches bises"). Sembla clara, doncs, la correspondència (amb comptades excepcions) típicament platònica entre el lluminós i bell i la idea del Bé i de Déu, mentre que el mancat de llum, de color, l'ombrívol, s'identifica amb el mal i el perill.
D'altra banda, els adjectius que es refereixen a qualitats cromàtiques no tenen sempre una funció simbòlica, de vegades són simplement descriptius i responen a necessitats mètriques o d'assonància. Menció a part mereixen la sang i l'espasa, que gaudeixen d’una posició molt destacada tant al Rotllan com a altres cançons de gesta. La sang brolla de ferides (“del sanc qu’en ist se pasmet e angoiset”), tenyeix de vermell l’herba (“sur l'erbe verte le sanc tut cler caeir”) i l’acer de l'espasa (“de Durendal verrez l’acer sanglent”). Pel que fa a l'espasa —de vegades denominada així o “Durendal” (si és la de Rotllan) o “acer” (per sinècdoque)— és força comú trobar una fórmula del tipus “bona (i llarga) espasa”: “bone (e lunge) espee”.
Un altre recurs típic de l'èpica medieval que no falta a la Cançó de Rotllan és, com bé assenyala Ernst Robert Curtius, el paisatge idíl·lic i evocador, l'anomenat locus amoenus: sovint les batalles i morts succeeixen a escenaris amb arbres (com el llorer) i turons com a elements destacats.

## Repercussió
La Cançó de Rotllan ha tingut tant de ressò per tot Europa des de la seva gènesi que el seu protagonista ha entrat, fins i tot, a narracions i llegendes de diferents països (el Rotllan català, el Roldán castellà, l'Orlando italià...). Rotllan és el model del cavaller cristià, fidel al seu senyor, valent fins a la mort en combat. La cançó s'usava per entretenir el públic oient, però també per animar a unir-se a les croades, a causa de la seva temàtica de lluita contra els sarraïns.